# Filicollis trophimenkoi
Filicollis trophimenkoi is een soort in de taxonomische indeling van de Acanthocephala (haakwormen). De worm wordt meestal 1 tot 2 cm lang. Ze komen algemeen voor in het maag-darmstelsel van ongewervelden, vissen, amfibieën, vogels en zoogdieren.
De haakworm komt uit het geslacht Filicollis en behoort tot de familie Polymorphidae. Filicollis trophimenkoi werd in 1982 beschreven door G. I. Atrashkevich.